# 978-й истребительный авиационный полк
978-й истребительный авиационный полк (978-й иап) — воинская часть Военно-воздушных сил (ВВС) Вооружённых Сил РККА, принимавшая участие в боевых действиях Великой Отечественной войны.

## История наименований полка
За весь период своего существования полк несколько раз менял своё наименование:
- 483-й «А» истребительный авиационный полк;
- 978-й истребительный авиационный полк;
- Войсковая часть (Полевая почта) 42099.

## История полка
Полк начал формироваться 3 августа как 483-й «А» истребительный авиационный полк при Руставской ВАШП Закавказского фронта по штату 015/174 на самолётах ЛаГГ-3 Лётным составом укомплектован за счёт выпускников Руставской ВАШП, техсоставом — за счёт 11-го, 25-го и 26-го запасных авиаполков. 21 августа полк переименован в 978-й истребительный авиационный полк. С 21 августа 1942 года входил в ВВС Закавказского фронта. Боевой работы не вёл, занимаясь по плану учебно-боевой подготовки. 29 июня 1943 года переформирован по штату 015/284, 11 декабря 1944 года полк расформирован.
В составе действующей армии полк находился с 21 августа 1942 года по 30 марта 1943 года.

### Командиры полка
- майор Ежков Василий Сергеевич[6], 03.08.1942 — 11.12.1944